# Zbigniew Walczyk (polityk)
Zbigniew Walczyk (ur. 16 czerwca 1960 w Ostrowcu Świętokrzyskim) – polski polityk, związkowiec, działacz opozycji w PRL.

## Początki działalności
Zbigniew Walczyk urodził się 16 czerwca 1960 r. w Ostrowcu Świętokrzyskim. W 1980 r., po ukończeniu szkoły zawodowej, rozpoczął naukę w technikum. Jednocześnie, w 1981 r. podjął pracę na stanowisku ślusarza w Hucie im. M. Nowotki w Ostrowcu Świętokrzyskim. Od 1980 r. był szeregowym członkiem NSZZ „Solidarność”. W 1981 r. wstąpił do Konfederacji Polski Niepodległej.
W dniach 13–15 grudnia 1981 r. wziął czynny udział w strajku w Hucie im. M. Nowotki. Po zakończeniu strajku nie był represjonowany.

## Działalność w opozycji

### Komitet Ocalenia Związku i pobyt w więzieniu
Wczesną wiosną 1982 r. Zbigniew Walczyk, Leszek Olszewski, Jarosław Salita, Andrzej Żółciński, Krzysztof Partyka oraz Ryszard Sobala podjęli konspiracyjną działalność, polegającą na produkcji i kolportażu ulotek o treści antykomunistycznej oraz wydawaniu podziemnego pisma „Biuletyn Wojenny”. Grupa na spotkaniu 10 kwietnia 1982 r. sformalizowała się, przyjmując nazwę Komitet Ocalenia Związku. 
5 maja 1982 r. Zbigniew Walczyk został wraz z pozostałymi członkami Komitetu aresztowany, a następnie skazany wyrokiem Sądu Warszawskiego Okręgu Wojskowego na 3,5 roku pozbawienia wolności. Osadzony w Zakładzie Karnym w Hrubieszowie, wziął udział kilku głodówkach i akcjach protestacyjnych. Z więzienia został zwolniony na mocy amnestii w sierpniu 1983 r.
Po wyjściu z więzienia Zbigniew Walczyk ponownie podjął pracę w Hucie im. M. Nowotki. Jednocześnie wznowił działalność konspiracyjną, nawiązując kontakt z pozostającymi na wolności działaczami podziemnej „Solidarności”.

### Grupa „Reduty”
W 1985 r. Zbigniew Walczyk zawiązał wraz z Danutą Wilczyńską, Ludwikiem Kropielnickim, Danutą Stec oraz Anną Chadałą (późniejszą żoną) grupę konspiracyjną, wydającą (lata 1985-1987) podziemne czasopismo „Reduta”. Równocześnie stanął na czele kadrowej Tymczasowej Komisji Miejskiej NSZZ „Solidarność”, zostając jednym z przywódców podziemnej „Solidarności” w Ostrowcu Świętokrzyskim.
W okresie działalności podziemnej wpółorganizował sieć kolportażu „bibuły” na terenie Ostrowca Świętokrzyskiego, nawiązując kontakty m.in. z działaczami z Ursusa, Skarżyska Kamiennej, Radomia oraz Warszawy. Był lokalnym koordynatorem ogólnopolskiej akcji bojkotu wyborów do Sejmu PRL 13 października 1985 r. Współpracował z opozycyjnie nastawionym duchowieństwem katolickim (m.in. ks. Wacław Mazur, ks. Marian Misiak), współinicjując Msze Święte za Ojczyznę w kościele pw. św. Michała Archanioła w Ostrowcu Świętokrzyskim oraz zakładając przykościelny Ruch Trzeźwościowy.

### Hutnicza „Solidarność”
W 1986 r. Zbigniew Walczyk wraz z grupą byłych działaczy „Solidarności” (Andrzej Kozieł, Ludwik Kropielnicki, Włodzimierz Sajda) powołał Tymczasową Komisję Zakładową NSZZ „Solidarność” Huty „Ostrowiec”, zostając jej przewodniczącym. Z ramienia podziemnej „Solidarności” w Ostrowcu Świętokrzyskim wszedł, wraz z Ludwikiem Kropielnickim, w skład Tymczasowej Rady „Solidarności” Regionu Świętokrzyskiego. 
W 1987 r., po konflikcie z Danutą Wilczyńską (która zaangażowała się w działalność KPN), doprowadził do rozpadu grupy „Reduty” i rozpoczął wydawanie podziemnego pisma „Solidarność”. Gazeta ukazywała się do momentu legalizacji związku w 1989 r.
Na fali przemian politycznych w PRL, latem 1988 r. Zbigniew Walczyk przekształcił Tymczasową Komisję Zakładową NSZZ „Solidarność” Huty „Ostrowiec” w Komisję Organizacyjną. We wrześniu 1988 r. podjął pierwszą w województwie kieleckim, nieudaną próbę rejestracji Komisji i budowy legalnych struktur związkowych, spotykając się z represjami ze strony SB.
W 1988 r. zainicjował powołanie Okręgowego Komitetu Robotniczego Polskiej Partii Socjalistycznej w Ostrowcu Świętokrzyskim, oddelegowując do działalności partyjnej swego najbliższego współpracownika Zdzisława Zugaja. Zadaniem PPS, zdominowanej przez działaczy NSZZ „Solidarność”, miało być osłabienie skali poparcia dla PZPR wśród osób o lewicowych przekonaniach.
Na przestrzeni lat 1984-1986 Zbigniew Walczyk był inwigilowany i wielokrotnie zatrzymany przez MO i SB. Do 31 sierpnia 1989 r. był rozpracowywany przez Rejonowy Urząd Spraw Wewnętrznych w Ostrowcu Świętokrzyskim w ramach sprawy operacyjnego rozpoznania.

### Wybory „czerwcowe”
W 1989 r. Zbigniew Walczyk został przewodniczącym jawnie funkcjonującej Komisji Zakładowej NSZZ „Solidarność” Huty Ostrowiec (dawna Huta im. M. Nowotki) – jednej z najliczniejszych struktur związkowych w skali kraju.
Pomimo niechętnego stosunku do Okrągłego Stołu, wiosną 1989 r. Walczyk uczestniczył w tworzeniu Miejskiego Komitetu Obywatelskiego „Solidarność” w Ostrowcu Świętokrzyskim. Stojąc na czele NSZZ „Solidarność” w Hucie Ostrowiec, wziął aktywny udział w kampanii wyborczej, popierając kandydata Komitetu Obywatelskiego Adama Miturę.

## W III RP

### Polityk
We wrześniu 1989 r., po konflikcie wewnątrzzwiązkowym, Zbigniew Walczyk zrezygnował z przewodniczenia Komisji Zakładowej NSZZ „Solidarność” Huty Ostrowiec. W 1990 r. podjął własną działalność gospodarczą.
W latach 1991–1993 był przewodniczącym Porozumienia Centrum w Ostrowcu Świętokrzyskim. W tym okresie zaangażował się w kampanię polityczną przeciw części byłych działaczy opozycji na czele z Prezydentem Miasta Ostrowca Świętokrzyskiego Lechem Janiszewskim; krytykował ich ugodową - jego zdaniem - postawę względem środowisk postkomunistycznych. Po wystąpieniu z PC (po konflikcie z Jarosławem Kaczyńskim) został członkiem Forum Patriotycznego Polski Walczącej, a następnie Ruchu Odbudowy Polski. Pod koniec lat 90. zrezygnował z działalności politycznej.

### Działacz społeczno-kulturalny
Od 2006 r. Zbigniew Walczyk jest członkiem Stowarzyszenia Wolnego Słowa. W latach 2006–2010 był prezesem Stowarzyszenia Działaczy NSZZ „Solidarność” 1980–1989 w Ostrowcu Świętokrzyskim. W 2009 r. był członkiem założycielem Ostrowieckiego Stowarzyszenia Historycznego „Solidarność i Pamięć”. Pozostaje jednym z animatorów aktywności społeczno-kulturalnej byłych członków „Solidarności”, inicjatorem działalności oświatowej, wystąpił jako prelegent na kilku konferencjach naukowych.
W 2006 r. Zbigniew Walczyk został odznaczony Złotym Krzyżem Zasługi, przyznanym za działalność opozycyjną w latach 1981-1989.

## Życie prywatne
Żonaty z Anną (z domu Chadała). Ma córkę Magdalenę – studentkę italianistyki.